# Betsy Baker (supercentenaria)
Betsy Ann Russell Baker (Great Brington, 20 agosto 1842 – Tecumseh, 24 ottobre 1955) è stata una supercentenaria britannica naturalizzata statunitense. Fu la prima persona della storia a ottenere dal Guinness dei primati il riconoscimento ufficiale di decana dell'umanità mentre era ancora in vita (altri supercentenari erano stati precedentemente convalidati dal GWR, ma tutti postumamente).

## Biografia
Betsy Baker nacque nel 1842 nel villaggio di Great Brington, nel Northamptonshire, in Inghilterra; emigrò nel Nebraska in giovane età e lì conobbe il suo futuro marito Tyler Curtis Baker, con cui si sposò nel 1866 e da cui ebbe cinque figli, tre dei quali le sopravvissero (la figlia Florence, in particolare, visse fino a 95 anni).
Betsy Baker morì nel 1955 a Tecumseh, nel Nebraska, all'età di 113 anni e 65 giorni: si trattava della seconda persona più longeva fino a quel momento, la cui età fosse stata ufficialmente verificata, dietro solo alla statunitense Delina Filkins; all'epoca, lei e la Filkins erano anche le uniche due persone nella storia ad aver raggiunto con certezza i 113 anni di età.